# La Femme du magicien
La Femme du magicien est une bande dessinée fantastique écrite par Jerome Charyn et dessinée par François Boucq. Publiée en 1985 par Casterman, elle obtient l'Alfred du meilleur album français au festival d'Angoulême 1986.

## Synopsis
Le récit suit l'histoire de Rita Wednesday, depuis son enfance au printemps 1956 jusqu'en hiver 1973, principalement à Saratoga et à New York. Rita, orpheline de père, vit avec sa mère, domestique dans la maison de la famille Carteret. L'amant de Mme Wednesday est Edmond, un magicien qui, ensuite, se produit sur les scènes du monde entier avec Rita et sa mère. Les tours d'Edmond font appel aux animaux et à l'hypnose. Edmond finit par épouser Rita ; à la mort de sa mère, Rita abandonne Edmond, les spectacles et la célébrité, pour s'établir à New York, dans l'anonymat, comme serveuse. Submergée par ses souvenirs, par des pulsions de violence aveugle et par les sortilèges, Rita paie le prix de sa relation avec le magicien.

## Personnages
Par ordre d'apparition
- Rita Wednesday : l'héroïne, persécutée par les souvenirs de son enfance ;
- Mme Wednesday : mère de Rita. Veuve d'un soldat tué en Corée, elle est l'amante d'Edmond ;
- Mme Carteret mère ;
- Edmond Carteret : le magicien ;
- Monsieur Carteret père ;
- Ross (avec sa bande), qui convoite Rita ;
- « Le rescapé » sans nom : ancien soldat qui a été mutilé au Viet-Nam et amoureux de Rita ;
- Velvet Verbone : inspecteur de police.

## Publication

### Publication à l'étranger
L'album est paru en anglais sous le titre The Magician's Wife chez l'éditeur Dover Graphic Novels.

## Accueil critique
Dans Sud-Ouest en 1986, la rédaction commente « l'exubérance de l'écrivain rejoint celle du dessinateur qui accentue probablement le côté pitoyable des personnages ». Le scénario égare le lecteur entre rêve et réalité. D'après Patrick Gaumer, « François Boucq insuffle (...) son dynamisme et son sens de la narration graphique » dans ce récit « étrange et fantastique ».

## Récompense
L'album obtient l'Alfred du meilleur album français au festival d'Angoulême 1986.

### Documentation
- Patrick Gaumer, « La femme du magicien », dans Guide totem : La BD, Larousse, 2002 (ISBN 9782035051301)
- Évariste Blanchet et Thierry Groensteen (dir.), Primé à Angoulême : 30 ans de bande dessinée à travers le palmarès du festival, Éditions de l'An 2, 2003 (ISBN 2-84856-003-7), p. 37
- Paul Gravett (dir.), « De 1970 à 1989 : La Femme du magicien », dans Les 1001 BD qu'il faut avoir lues dans sa vie, Flammarion, 2012 (ISBN 2081277735), p. 468.